# Mạc Thái Tổ
Mạc Thái Tổ, nombre de nacimiento Mạc Đăng Dung (莫登庸, 23 de noviembre de 1483-22 de agosto de 1541), fue el fundador de la dinastía Mạc de Vietnam y reinó entre 1527-1530. Anteriormente capitán de la guardia imperial de uno de los emperadores de la dinastía Lê, ascendió gradualmente a una posición de gran poder. Mạc Đăng Dung finalmente depuso al último monarca Lê, ejecutó a Lê Chiêu Tông y Lê Cung Hoàng, y él mismo se convirtió en monarca.

## Guardia real del emperador
El colaborador étnico vietnamita de los Ming, Mạc Thúy, y su abuelo Mạc Đĩnh Chi, fueron antepasados directos de Mạc Đăng Dung.
Mạc Đăng Dung nació el 23 de noviembre de 1483 (Quý Mão), en el pueblo de Cổ Trai, distrito de Nghi Dương (moderno Kiến Thụy, parte de la ciudad de Hải Phòng) como hijo de un pescador.
Mạc Đăng Dung comenzó su carrera como guardaespaldas del emperador Lê Uy Mục. Mạc Đăng Dung era un militar que ascendió de rango.
Después de una serie de crisis políticas que provocaron el asesinato tanto de Lê Uy Mục como de su sucesor Lê Tương Dực, Mạc Đăng Dung continuó ganando poder y rango en el ejército. Con la entronización del joven emperador Lê Chiêu Tông en 1516, una lucha de poder en la corte, junto con la rebelión de Trần Cảo, llevaron al país al nivel de una guerra civil. De 1516 a 1520, los señores de la guerra de Nguyễn Hoàng Dụ y Trịnh Duy Sản, Nguyễn Kính y Trần Cảo lucharon por el poder. Mạc Đăng Dung inicialmente dirigió las fuerzas leales al rey Lê Chiêu Tông contra los señores de la guerra, finalmente los derrotó y obtuvo suficiente poder para obligar a Lê Chiêu Tông a abdicar en 1522 y promover ilegalmente al emperador Lê Cung Hoàng al trono. Lê Chiêu Tông huyó de la corte con el apoyo del señor de la guerra Trịnh Tuy a Thanh Hóa, donde luchó contra Mạc Đăng Dung hasta ser capturado en 1526.
En junio de 1527, Mạc Đăng Dung hizo matar a Lê Chiêu Tông y Lê Cung Hoàng. Luego se proclamó primer emperador de la dinastía Mạc, Mạc Thái Tổ.

## Emperador Minh Đức

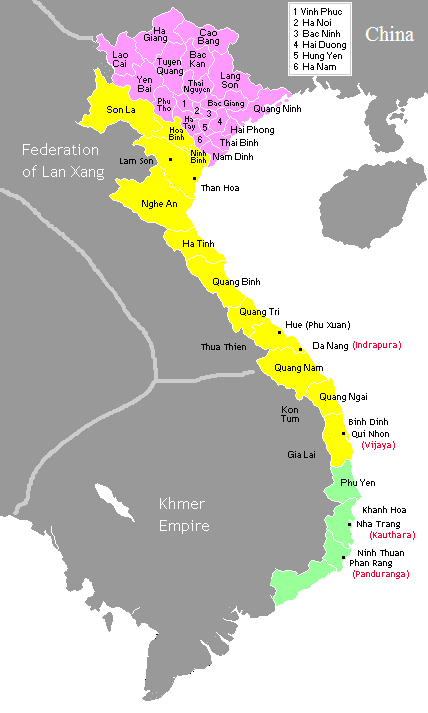
Mapa de Vietnam en 1590.

Mạc Đăng Dung se proclamó nuevo emperador de Vietnam con el nombre de Minh Đức. Utilizando métodos despiadados, obligó a los funcionarios Lê a reconocer su dinastía y asesinó a los miembros de la familia Lê que aún permanecían en el norte, incluido el emperador depuesto Lê Cung Hoàng y su madre. Algunos funcionarios del gobierno se suicidaron en lugar de reconocer a Mạc Thái Tổ como emperador, otros huyeron al sur y se unieron a la resistencia.
Se lanzó otra rebelión, esta vez bajo el liderazgo de Nguyễn Kim y su yerno Trịnh Kiểm. En 1533, Nguyễn Kim instaló a Lê Trang Tông, un hijo de Lê Chiêu Tông que fueron exiliados a Laos, para restaurar el trono de la dinastía Lê. Desde Thanh Hóa, la restaurada dinastía Lê inició su resistencia contra la dinastía Mạc. Trịnh y Nguyễn hicieron llamamientos al tribunal chino Ming para que enviara un ejército para destituir al usurpador. Sin embargo, Mạc Thái Tổ, utilizando un comportamiento sumiso y soborno, logró obtener un reconocimiento temporal de su gobierno por parte de la dinastía Ming en 1528.
En 1529, Mạc Thái Tổ abdicó en favor de su hijo mayor, Mạc Đăng Doanh, quien se convirtió en el segundo emperador Mạc Thái Tông.

## Jubilación y gobierno de nuevo
Mạc Thái Tổ lived on as a retired emperor while his son had to deal with the continuing revolt by the Trịnh and the Nguyễn. His son was not the equal of his father and as a result of several defeats, he lost control of the provinces south of the Red River. In 1533, the Nguyễn-Trịnh army conquered the Winter Palace and proclaimed Lê Trang Tông the rightful ruler of Vietnam.
Sumándose a los problemas de las derrotas militares, una delegación oficial china determinó que la usurpación de Mạc Thái Tổ no estaba justificada y, por lo tanto, en 1537, se envió un ejército muy grande a Vietnam con el pretexto de restaurar a la familia Lê en el poder. En el verano de 1540, con los chinos invadiendo el norte, el hijo de Mạc Thái Tổ, Mạc Thái Tông, murió y Mạc Thái Tổ reasumió su anterior posición como emperador.
Los chinos Ming amenazaron a Mạc Thái Tổ con una invasión de 110.000 hombres dispuestos a invadir Vietnam desde Guangxi en 1540. Mạc Thái Tổ sucumbió y cedió a la presión china y aceptó las amargas exigencias que le hicieron los chinos, incluyendo arrastrarse descalzo delante de los chinos, ceder tierras a China, degradar el estatus de su sistema político de país a jefatura y renunciar a cargos oficiales. documentos como registros fiscales a los Ming. Los chinos lo aceptaron como gobernante de una parte de Vietnam, mientras que él afirmó aceptar el gobierno de Lê sobre la parte sur de Vietnam. Pero los Nguyễn y Trịnh se negaron a aceptar esta división y la guerra continuó en el sur.
Mạc Thái Tổ falleció el 22 de agosto de 1541 y su nieto, Mạc Phúc Hải, sucedió en el trono, quien se convirtió en el tercer emperador Mạc Hiến Tông.
A pesar del reconocimiento chino y su gobierno sobre gran parte de Vietnam, historiadores vietnamitas posteriores cuestionan la legitimidad de su reinado. La usurpación de Mạc Thái Tổ dividió el reino, con la dinastía Mạc reinando en el norte y la dinastía Lê continuando en el sur.